# Powiat de Grudziądz
Le powiat de Grudziądz (en polonais : powiat Grudziądzki) est une unité de l'administration territoriale (district) et du gouvernement local dans la Voïvodie de Couïavie-Poméranie en Pologne.

## Division administrative
Le powiat est composé de 6 communes (gminy) :
| Gmina                                    | Type         | Superficie (km²) | Population (2006) | Chef-lieu         |
| Grudziądz                                | rural        | 166,9            | 10 359            | Grudziądz *       |
| Łasin                                    | urbain-rural | 136,6            | 8 288             | Łasin             |
| Gruta                                    | rural        | 123,8            | 6 539             | Gruta             |
| Radzyń Chełmiński                        | urbain-rural | 90,7             | 4 917             | Radzyń Chełmiński |
| Świecie nad Osą                          | rural        | 94,7             | 4 253             | Świecie nad Osą   |
| Rogóźno                                  | rural        | 115,7            | 4 068             | Rogóźno           |
| * le chef-lieu est extérieur à la gmina. |              |                  |                   |                   |